# 繼承順位
繼承順位指國家元首或某特定頭銜的繼承者之間的先後順序。在過去繼承順序的制定可能由君主本人或當權者決定，現今則多由法律訂定之。

## 君主制繼承

### 長子繼承制
在使用長子繼承制的君主制國家，君主的長子享有優先繼承權。依據女性的繼承權擁有與否可分為「長男繼承制」、「男性優先長子繼承制」與「長子女繼承制」。

### 近親繼承制
近親繼承制指血緣關係上與君主愈近者擁有優先繼承權。在系譜學上，君主的子女較其孫輩更接近君主本人，因此擁有較前的繼承順位。

## 其他
在共和制國家，元首多由直接或間接選舉產生。若元首因故去世或遭到免職，一般依各國法律條文指定繼承人繼任。舉例：依據1947年通過的總統繼承法案，美國總統辭職、因故去世或遭到免職時，前三順位繼承人分別為：副總統、眾議院議長、參議院臨時議長。